# Bernard-Henri Lévy
Bernard-Henri Lévy (Béni-Saf, Argélia Francesa, 5 de novembro de 1948), conhecido na França como BHL, é um escritor francês.

## Biografia
Além de escritor, Lévy é diretor de teatro e cineasta,  empresário e editorialista de revistas e jornais. É uma personalidade  conhecida e polêmica na cena pública francesa e internacional. Tornou-se em 1976, um dos líderes do movimento denominado «novos filósofos», constituído por filósofos e intelectuais engajados. Desde então, esta denominação ficou ligada  a sua obra. Lévy nasceu em 1948 em Béni Saf, na Argélia, de uma família de judeus sefarditas. Poucos meses após seu nascimento, sua família volta à França, país onde seu pai, André Lévy, funda uma empresa de extração de madeira, se tornando multimilionário do ramo. Lévy estuda no Lycée Louis-le-Grand, em Paris e, em 1968, entra na École Normale Supérieure e se gradua em Filosofia no ano de 1971. Entre seus professores, se encontram intelectuais e filósofos franceses como Jacques Derrida e Louis Althusser.
Lévy se torna professor na Universidade de Strasbourgo, onde leciona no curso de epistemologia. Também é professor de filosofia na École Normale Supérieure. Considerado fundador da escola dos Novos Filósofos (Nouveaux Philosophes), um grupo de intelectuais que, desencantados com as correntes comunistas e socialistas, desenvolvem uma crítica moral aos "dogmas" marxistas e socialistas.
É considerado, por Pierre Bourdieu, como intelectualmente desonesto e cujo trabalho compromete o autêntico debate intelectual.

### Juventude
Após ter passado vários anos em Marrocos, sua família mudou-se para Neuilly-sur-Seine, França, em 1954. Seu pai, André, fundou La Becob, uma empresa de importação de madeiras africanas, comprada  em 1997 pelo grupo empresarial Pinault-Printemps-Redoute. Bernard-Henri Lévy tornou-se acionista e administrador de várias sociedades comerciais, chefiando ou participando no conselho administrativo das empresas Finatrois, Les films du lendemain e Grasset et Fasquelle. 
Começou a estudar  no Lycée Pasteur de Neuilly-sur-Seine,  depois  no liceu  Louis-le-Grand, onde  fez um curso preparatório durante dois anos. Em 1968, ingressou  na Escola Normal Superior da rua d’Ulm, onde foi aluno dos professores Jacques Derrida e Louis Althusser. Em 1969, após uma estadia no México, publicou na revista Les Temps modernes o artigo intitulado «México, nacionalização e imperialismo».

### Os novos filósofos e "BHL"
Desde 1 de Junho de 1976, a revista Les Nouvelles littéraires publica um número especial intitulado «Os novos filósofos ». Bernard-Henri Lévy é o redator-chefe. Mas é a publicação  do livro La Barbarie à visage humain (A barbárie com rosto humano) em maio de 1977 (Editora Grasset), que  marca o início do "fenômeno BHL". A barbárie com rosto humano denuncia a tentação totalitária inerente a toda  "ideologia progressista". Ele denuncia ao mesmo tempo o fascismo e o comunismo históricos, querendo mostrar-se como o representante de uma geração  nascida após a dupla catástrofe do fascismo e do estalinismo, e desejosa de repensar a política fora dos esquemas totalitários.

### De 1980 a 1993
Em 1980, participou com  Marek Halter, Jacques Attali, Françoise Giroud e, alguns outros, à criação da associação «Ação contra a fome». No mesmo ano, BHL e Marek Halter criaram  o Comité dos  Direitos do Homem, que defendeu o boicote dos Jogos Olímpicos de Verão de 1980. 
Ainda neste mesmo ano, casou-se com  Sylvie Bouscasse, de cuja união nasceu seu filho Antonin.
Ele apoiou uma intervenção maior da França na Líbia e na Síria desde 2011 para uma mudança de regime.

### Críticas e polêmicas
Bernard-Henri Lévy é considerado um impostor intelectual por diversos jornalistas e filósofos.
Alguns livros publicados na França se dedicam exclusivamente a confirmar a imagem de Lévy como impostor intelectual. É o caso de "Le B.A. BA du BHL" de Jade Lindgaard e Xavier de La Porte e "Une imposture française" de Nicolas Beau e Olivier Toscer, ou ainda "Un nouveau théologien" de Daniel Bensaid.
Lévy foi criticado pelo sociólogo Pierre Bordieu por sua proximidade com homens influentes do mundo dos negócios e da mídia, como Jean-Luc Lagardère, poderoso empresário da indústria midiática e de armamentos. Lévy também foi criticado por sua atuação antiética em antigas colônias francesas na África. Ele administrou, entre 1995 e 1997, uma importante sociedade de exploração de madeira, chamada Becoob, que atua na Costa do Marfim, Gabão e Camarões. Tanto as críticas de Bordieu quanto a descrição da atuação de Lévy na África estão descritas no livro de Nicolas Beau e Olivier Toscer intitulado "Une imposture française", publicado pela editora Les Arènes em 2006 (p. 59).
Bernard-Henri Lévy também sofreu diversos ataques públicos em que recebeu tortas na cara. Entre 1985 e 2015, Lévy recebeu oito tortas na cara em eventos públicos, o que lhe valeu uma canção cômica do cantor Renaud, intitulada "L'entarté".

## Livros
- 1973 - "Bangla-Desh, Nationalisme dans la révolution" (Bengladesh, Nacionalismo na revolução), reeditado em 1985 com o título As Índias vermelhas
- 1977 - "La Barbarie à visage humain" (A barbárie com rosto human), Grasset, ISBN 2-246-00498-5
- 1978 - "Le Testament de Dieu" (O Testamento de Deus),
- 1981 - "L’Idéologie française" (A Ideologia francesa)
- 1983 - "Questions de principe I" (Questões de princípio I)
- 1984 - "Le diable en tête" (O diabo na frente)
- 1985 - "Impressions d'Asie" (Impressões da Ásia)
- 1986 - "Questions de principe II"  (Questões de princípio II)
- 1988 - "Eloge des intellectuels"(Elogio dos intelectuais)
- 1988 - "Les derniers jours de Charles Baudelaire" (Os últimos dias de Charles Baudelaire)
- 1990 - "Questions de principe III" (Questões de princípio III), la suite dans les idées
- 1990 - "Frank Stella, les années 80" (Franck Stella, os anos de 1980
- 1991 - "César, celui qui était trop gai"  (César, aquele que era demasiadamente feliz)
- 1991 - "Les aventures de la liberté, une histoire subjective des intellectuels" (As aventuras da liberdade, uma história subjetiva dos intelectuais)
- 1992 - "L'art de Piero della Francesca et de Mondrian" (A arte de Piero della Francesca e de Mondrian)
- 1992 - "Le jugement dernier" (O juízo final)
- 1992 - "Questions de principe IV, Idées fixes" (Questões de princípio IV, ideias fixas)
- 1993- "Les hommes et les femmes" (avec Françoise Giroud)  (Homens e mulheres, escrito com Françoise Giroud)
- 1994 - "La pureté dangereuse" (A pureza perigosa)
- 1995 - "Questions de principe V" (Questões de princípio V)
- 1996 - "Le Lys et la Cendre" (O Lírio e a Cinza)
- 1997 - "Comédie" (Comédia)
- 1998 - "Questions de principe VI" avec Salman Rushdie (Questões de princípio VI, escrito com Salman Rushdie)
- 2000 - "Le siècle de Sartre" (O século de Sartre)
- 2001 - "Questions de principe VII", Mémoire vive (Questões de princípio VII, Memória viva)
- 2002 - "Réflexions sur la Guerre, le Mal et la fin de l’Histoire" (Reflexões sobre a guerra, o mal e o fim da História)
- 2002 - "Rapport au Président de la République et au Premier Ministre sur la participation de la France à la reconstruction de l’Afghanistan" (Relatório ao Presidente da República e ao Primeiro-ministro sobre a participação da França à reconstrução do Afeganistão)
- 2002 - "Ce grand cadavre à la renverse" (Este grande cadáver de costas)
- 2003 - "Qui a tué Daniel Pearl?" (Quem matou Daniel Pearl?)
- 2004 - "Questions de principe III,jours de colère", (Questões de princípio III, dias de cólera)
- 2004 - "Questions de principe IX Récidive" (Questões de princípio IX, Recidiva)
- 2006 - "American Vertigo"
- 2006 - "Questions de principe X, Ici et ailleurs" (Questões de princípio X, Aqui e algures)
- 2008 - "Ennemis publics" (Correspondance entre Michel Houellebecq et BHL) (Inimigos públicos, Correspondência entre Michel Houellebecq e BHL)

Livro coletivo
- Urgence Darfour, Morad El Hattab (dirección) con André Glucksmann, Bernard Kouchner, Bernard-Henri Lévy, Jaques Julliard, Gérard Prunier, Jacky Mamou, Richard Rossin, Philippe Val, Des idées et des hommes, 2007, ISBN 978-2-3536-9025-1.